# Далеч от безумната тълпа
 Тази статия е за романа на Томас Харди.  За други значения вижте Далеч от безумната тълпа (пояснение).  
„Далеч от безумната тълпа“ (на английски: Far from the Madding Crowd) е четвъртият роман на английския писател Томас Харди и първият значим литературен успех на писателя. Отначало романът е публикуван анонимно на части всеки месец в списанието Cornhill Magazine през 1874 г. Печели широк кръг читатели; предизвиква много отзиви, повечето от които – положителни. През 1895 г. излиза преработено издание. Харди внася допълнителни промени за изданието от 1901 г. 

## Герои
- Батшеба
- Габриел Оук
- Уилям Болдууд
- Сержант Трой
- Фани Робин
- Лиди Смолбъри

## Адаптации
Романът е филмиран няколко пъти:
- Далеч от безумната тълпа (1915)[2]
- „Далеч от безумната тълпа“ (1967) – най-известната филмова версия; ролята на Батшеба си изпълнява от Джули Кристи.
- Далеч от безумната тълпа (1998)[3]
- Далеч от безумната тълпа (2015)[4]

По книгата са правени няколко радио пиеси, мюзикъл (2000) и опера (2006).
Комиксът „Tamara Drewe“ представлява съвременна преработка на романа.

## В популярната култура
Датската метъл група Wuthering Heights издава албум, който носи името „Далеч от безумната тълпа“ (2004).
Дебютният албум на британския музикант, известен като Чикейн, носи името „Далеч от безумните тълпи“ (1997).